# Mariam Kewchischwili
Mariam Kewchischwili (georgisch მარიამ ქევხიშვილი; engl. Transkription: Mariam Kevkhishvili; * 17. September 1985 in Gardabani, Niederkartlien) ist eine georgische Kugelstoßerin.

## Werdegang
Maria Kewchischwili vertrat ihr Land zweimal, 2004 in Athen und 2008 in Peking, bei den Olympischen Spielen, verfehlte aber bei beide Mal die Qualifikation für das Finale. 2005 nahm sie an der Sommer-Universiade in Izmir teil. Bei den Europameisterschaften 2010 in Barcelona erreichte sie den zehnten Platz.
Ihre Bestleistung im Freien erzielte sie im April 2010 mit 18,46 m in Gainesville (Florida). Ihre Hallenbestleistung hatte sie vier Wochen zuvor in Fayetteville (Arkansas) auf 18,59 m geschraubt. 